# Nationalisme hongrois

Drapeau de la Hongrie.

Le nationalisme hongrois est une idéologie prônant la promotion de valeurs propres à la Hongrie et soutenant le concept d'une nation hongroise. Le nationalisme hongrois s’est développé à la fin du XVIIIe siècle, et au début du XIXe siècle suivant d'une part l'intérêt érudit conduisant au nationalisme politique et à la participation des masses et d'autre part l'idée d'une émancipation de la Hongrie vis-à-vis des Habsbourg et la transformation, par la magyarisation, d'un royaume multiethnique en une nation hongroise moderne, unitaire et uniformisée : la « Hongrie des 64 comitats ». Dès les années 1790, les nobles hongrois ont fait pression pour l'adoption du hongrois comme langue officielle au lieu du latin de chancellerie, et de l'allemand des Habsbourg,.

## Point de vue nationaliste en histoire et dans les relations internationales
Le nationalisme hongrois promeut l'idée de « Hongrie historique » (Történelmi Magyarország) qui se décline en trois variantes: 

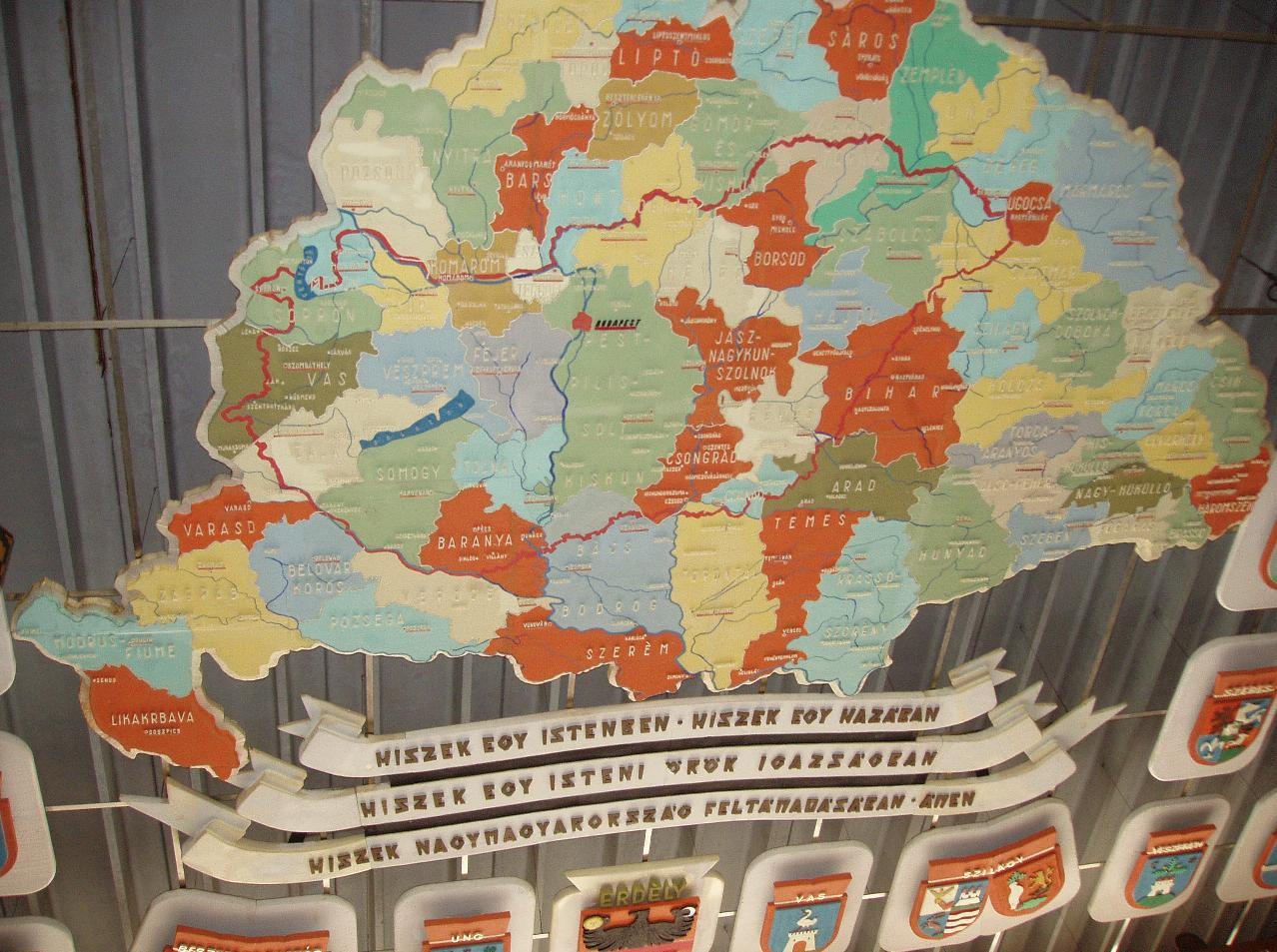
Panneau décoratif « historiste » du Centre culturel hongrois de Caracas (Vénézuela). Le texte est « Je crois en un seul Dieu, je crois en une seule patrie. Je crois en une seule justice divine éternelle. Je crois en la résurrection de la Hongrie. Amen ». Il est entouré par les écus des 64 comitats d'avant 1918.

1. le « protochronisme » qui affirme que les Magyars étaient une importante composante de l'Empire hunnique dès le IVe siècle et du Khaganat avar au VIe siècle, anticipant ainsi de cinq siècles l'arrivée des Magyars dans le bassin du moyen Danube et présentant la Pannonie comme un État proto-hongrois précédant les Slaves et les Valaques dans ce périmètre[5],[6];
2. l'« historisme » qui affirme que la « Hongrie millénaire » (Millenniumi Magyarország fastueusement commémorée en 1896) est le seul État historique de la région, ses voisins étant tous plus tardifs et, pour la plupart, apparus seulement depuis 1918, les peuples qu'ils affirment représenter n'ayant donc pas d'histoire (à ce propos, voir par exemple les controverses avec la Slovaquie) ; selon cet historisme, dans le bassin du moyen Danube, seuls les toponymes magyars sont « historiques » tandis que les noms des mêmes lieux en d'autres langues, même quand ils sont d'origine slave comme Cassovie, sont des « néologismes » apparus en 1918 lorsqu'ils sont devenus officiels[7] ;
3. l'« ethnicisme » qui considère comme « Hongrois » non pas, selon le droit du sol et le droit international, les citoyens de la Hongrie et eux seuls quelles que soient leurs origines et langues, mais, selon droit du sang, les Magyars et les Szeklers de souche quelle que soit leur citoyenneté. Ainsi, les minorités non-magyares de Hongrie ne sont pas considérées comme hongroises, tandis que les Magyars d'outre-frontières (devenus un enjeu dans la politique intérieure hongroise sur le thème de leurs droits historiques) le sont, et Budapest leur offre, s'ils le demandent, la citoyenneté hongroise (magyar állampolgárság) même s'ils résident à l'étranger et ont déjà une autre citoyenneté[8],[9]. Cela crée des tensions avec les États voisins[10]. Ce dernier point rapproche la Hongrie de la Russie qui, elle aussi, considère comme « Russes » toutes les personnes d'origine russe quelle que soit leur citoyenneté et leur pays de résidence, quitte à éventuellement annexer les territoires où ces « Russes ethniques » sont nombreux (voir Nationalisme russe)[11].

## Partis politiques prônant le nationalisme hongrois

### En activité
- Fidesz[12],[13]
- Jobbik (2003-2020)[14]
- Mouvement Notre patrie (depuis 2018)[15]

### Dissous

#### Après 1989
- Peuple du Parti d'Orient - Chrétiens démocrates (1989-1998)[16]
- Parti de l'intérêt hongrois (1993-2005)[16]
- Parti hongrois de la justice et de la vie (1993-2021)[17]

#### Avant 1945
- Parti national-socialiste des agriculteurs laboureurs et travailleurs hongrois (1932-1945)[18]
- Parti des Croix fléchées (1935-1945)[19]
- Front national-socialiste chrétien (1937-1940)[20]
- Parti national-socialiste hongrois unitaire (1936-1940)[21]
- Front national (1936-1939)[20]